# 2008 aux Pays-Bas
Chronologie des Pays-Bas
- 2004
- 2005
- 2006
- 2007
- 2008
- 2009
- 2010
- 2011
- 2012

Cet article présente les faits marquants de l'année 2008 aux Pays-Bas.

## Évènements

### Mars
- Mercredi 12 mars 2008 : ouverture de la Foire d'art et d'antiquités de Maastricht avec 225 exposants, avec comme vedettes : un « Portrait d'enfant à l'orange » de Van Gogh, un petit autoportrait de Rembrandt et la « Femme à la mandoline » de l'époque cubiste de Picasso.

- Dimanche 16 mars 2008 : 400 manifestants ont tenté d'entrer dans l'ambassade chinoise à La Haye, protestants contre la présence chinoise au Tibet[1].

- Dimanche 23 mars 2008 : la fournisseur américain d'accès Internet a suspendu le site réservé au député Geert Wilders qui voulait diffuser son film anti-islam Fitna (La Discorde).

- Jeudi 27 mars 2008 : le site britannique LiveLeak diffuse pendant 24 heures le film Fitna dans deux versions différentes : l'une sous-titrée en néerlandais, l'autre sous-titrée en anglais, à usage international. Depuis le 28 mars 2008, plusieurs reproductions des deux parties du film, tant en néerlandais qu'en anglais, sont disponibles sur YouTube. La version sous-titrée en anglais, en une séquence continue groupant les deux parties du film, est également reproduite en plusieurs exemplaires sur Google Vidéos et sur Dailymotion.

### Avril
- Dimanche 6 avril 2008 : un tribunal juge qu'au nom de la liberté d'expression, le député Geert Wilders peut, sans enfreindre la loi, comparer islam et fascisme et traiter Mahomet de « barbare ».

### Mai
- Mercredi 21 mai 2008 : le groupe familial français, Lyrico, leader mondial des fournitures de bureaux, fusionne avec la société « Corporate Express » (fournitures de bureaux) qui était menacée par l'OPA hostile lancée par l'américain Staples.

### Décembre
- Vendredi 5 décembre 2008 : la Cour de cassation estime que les peep shows peuvent être assimilés à une forme de théâtre et de ce fait ne devaient être soumis à un taux de TVA de 6 % : « Il y a une scène, un spectacle et un public qui paye, ce qui suffit pour parler de théâtre […] le caractère érotique du spectacle n'y change rien ».

- Mardi 9 décembre 2008 : le gouvernement présente son projet de loi visant à mieux encadrer la prostitution, légalisée par les Pays-Bas en 2000, afin de lutter contre « des abus comme la prostitution forcée, le viol et le trafic d'êtres humains ». Toutes les prostituées travaillant en indépendantes devront désormais s'inscrire dans un registre et toutes les entreprises du sexe, les maisons closes, cabarets, salons de massage, cinémas pornographiques et services d'escorte devront désormais obtenir une licence de la commune. Les clients d'une prostituée non déclarée deviennent punissables par la loi car « ils entretiennent une forme de prostitution dans laquelle les abus et exploitations peuvent arriver plus facilement […] il existe un risque que ces prostituées soient victimes de trafic d'êtres humains ou résident illégalement aux Pays-Bas […] Avec la nouvelle loi, des abus comme la prostitution forcée, le viol et le trafic d'êtres humains doivent être combattus ».